# Quéreas y Calírroe
Las aventuras de Quéreas y Calírroe ( en griego antiguo: Τὰ περὶ Χαιρέαν καὶ Καλλιρόην),también conocida como La novela de Calírroe o simplemente como Quéreas y Calírroe, es una novela en ocho libros escrita por Caritón de Afrodisias en el período helenístico. Describe las aventuras de dos jóvenes amantes de Siracusa.
Su datación es controvertida y durante mucho tiempo no fue posible establecer si la obra fue escrita durante el siglo i o el v. Pero gracias a la mención de la novela que se encontró en dos antiguos papiros procedentes de Egipto, y datados en los siglos ii o iii, fue posible adelantar en gran medida la ubicación cronológica del texto.
Esta obra fue considerada inicialmente la última de las cinco novelas griegasque han llegado hasta nuestros días; sin embargo, estudios recientes llevan a pensar que se trata en realidad de la primera de las cinco en orden de datación, y por tanto resultaría ser la novela escrita más antigua que ha llegado intacta al tiempo actual.
En época moderna fue publicada por primera vez en Ámsterdam en 1750, editada por Jacques Philippe D'Orville y acompañado de la traducción latina realizada por Johann Jakob Reiske.

## Datación
Durante mucho tiempo se pensó que esta novela era una de las últimas escritas en el periodo helenístico tardío. Fueron muchas las discusiones para establecer una fecha determinada, un debate tan acalorado que se ha definido como «singular» en su género:

Sin embargo, nunca una obra literaria (excepto una falsificación) ha sufrido un cambio cronológico tan considerable.
Storie d'avventura antiche: Cherea e Calliroe, Storie etiopiche, Metamorfosi.

El rango de fechas que se ha barajado va del siglo i a los siglos iv y v.
Un punto de inflexión decisivo para la cronología de esta novela llegó con el descubrimiento de cuatro manuscritos en papiro que contienen el texto de Quéreas y Calírroe, confirmando su existencia ya a finales de los siglos i y ii. Su descubrimiento se produjo entre 1906 y 1910. Los estudiosos dan por seguro que al menos uno de ellos se remonta a la época de los emperadores romanos Cómodo o Marco Aurelio Antonino.Los papiros encontrados proceden de localidades distantes entre sí pero de la misma región geográfica, Egipto: de Karanis, un centro cercano a la ciudad de Al-Fayyum, de Oxirrinco, y de la Tebaida.
El género literario de la novela griega nunca se data en los siglos anteriores a nuestra era, ya que generalmente la difusión de los novelistas se produjo en los primeros siglos después de Cristo. En este caso concreto, se piensa que el texto de Caritón tiene varias referencias explícitas a la religión cristiana, que se estaba desarrollando precisamente en el período en el que el autor lo escribió, si corresponde la datación.
Otra razón principal que no nos permite datar esta novela antes del siglo i se debe a las conexiones y referencias explícitas que hace Caritón de hechos históricos que efectivamente sucedieron en los lugares que menciona.
Los novelistas se inspiraron en lugares históricos donde ocurrieron grandes acontecimientos. Pero, para que esto sucediera, estos acontecimientos tuvieron que haber ocurrido ya siglos atrás, pues no es creíble que Caritón narrara sus cuentos semifantásticos en una Siracusa todavía en pleno centralismo político. Cosa muy distinta era narrar estas historias en un marco temporal muy alejado de la fecha original en que realmente habían tenido lugar.
Si Cicerón afirma que los siracusanos del siglo i a. C. ya no tenían ningún recuerdo de Arquímedes, entonces es razonable creer que ya ese siglo i era una época propicia para servir de marco temporal a historias ficticias, semiverdaderas, en lugares atractivos por su contexto histórico.

## Ambientación

### Aspectos culturales

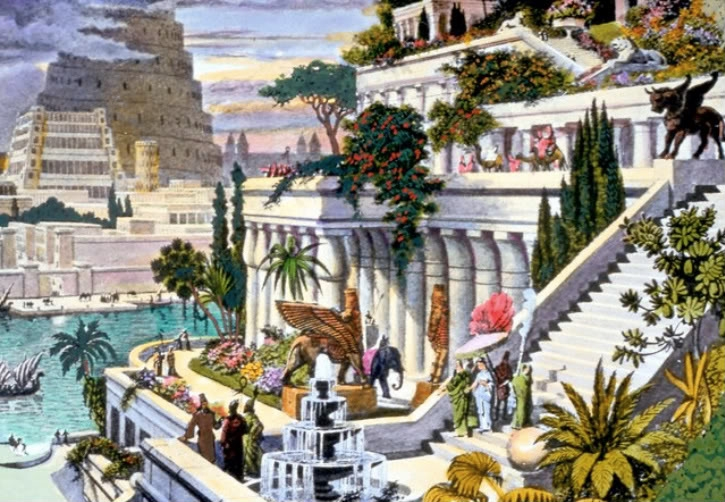
Babilonia, la capital del gran rey de Persia, donde se desarrolla parte de los acontecimientos de la novela

#### El Oriente
El Oriente es un aspecto, no solo geográfico sino también cultural, que siempre se tiene en cuenta a lo largo de la novela.
Esto se debe no solo al origen geográfico de su autor (Afrodisias), sino también a una cultura oriental que se había desarrollado en los tiempos del helenismo tardío y estaba bien asentada en el pensamiento cultural de los griegos.
Después de que Alejandro Magno hubiera abierto la vía para la unión entre los pueblos orientales y occidentales, las dos culturas comenzaron a entremezclarse. Hay que recordar que el proyecto de Alejandro, según sostienen los historiadores, era unificar Europa y Asia.
Y no es casualidad que el autor Caritón eligiera Siracusa como destino principal de sus aventuras. Según los historiadores, la ciudad de Aretusa fue la capital occidental elegida por Alejandro Magno; lugar ideal para unir Occidente y Oriente. Los proyectos de Alejandro quedaron inconclusos debido a su repentina muerte, pero lo que construyó permaneció en el pensamiento cultural de los griegos durante mucho tiempo.
Por ejemplo, el historiador y escritor británico Norman Davies, popular por haber escrito una célebre Historia de Europa, sostiene en su libro que el mundo griego que creció en la era alejandrina (el período de tiempo en el que se ubicaría la novela de Caritón) estaba mucho más inclinado a seguir la cultura oriental que la occidental, porque esa era la estructura geopolítica a la que los acontecimientos de Alejandro lo había acostumbrado:

«... Para ellos, sin duda, el centro del mundo no es Cartago ni Roma, sino más bien Alejandría. Las interpretaciones modernas han considerado con frecuencia a Siracusa como una ciudad griega y por tanto europea, cuya nueva relación con Roma era una consecuencia natural, si no inevitable. Instintivamente, evitan la idea de que, en aquella época, los griegos eran más asiáticos que europeos o que habrían podido mantener sus relaciones orientales por tiempo indefinido».
Norman Davies, Storia d'Europa, pag. 166

Sin embargo, la novela resalta la relación realista que los griegos tenían con Oriente; es decir, el hecho mismo de que el autor llame a los nativos de Persia «bárbaros» describiendo sus costumbres como si fueran distantes y ajenas a las griegas. La fricción no resuelta que causó tanta controversia en torno a la visión unitaria de Alejandro Magno resurge así en la novela. El mundo griego tenía un gran interés por Oriente, y estaba fascinado y atraído por este. Pero no llegó a materializarse la amalgama adecuada entre la cultura occidental y la oriental .

#### La religión
La religión está siempre presente en la novela, ya que los personajes son muy devotos de los dioses y a menudo los invocan para pedir su benevolencia o preguntarles por el motivo de sus problemas.
A pesar del marcado paganismo que muestra el texto, son varios los estudiosos que afirman ver claras referencias a la religión cristiana, que se estaba extendiendo por todas partes en tiempos de Caritón.
En particular, hay dos episodios de la novela que son recurrentes entre los estudiosos de teología; el primero es la crucifixión de Quéreas, el hecho de que suba a la cruz sin oponerse a su destino, y que la lleve él solo, como sucedió con la crucifixión de Jesucristo. El segundo episodio más discutido es la muerte aparente de Calírroe. Ella está encerrada en el sepulcro, pero de repente los siracusanos se dan cuenta después de tres días al amanecer (tal como sucedió en el relato de la resurrección de Jesús) de que el sepulcro está entreabierto y vacío; una situación que inmediatamente hace pensar a los presentes que la joven ha resucitado porque era una diosa, no humana.

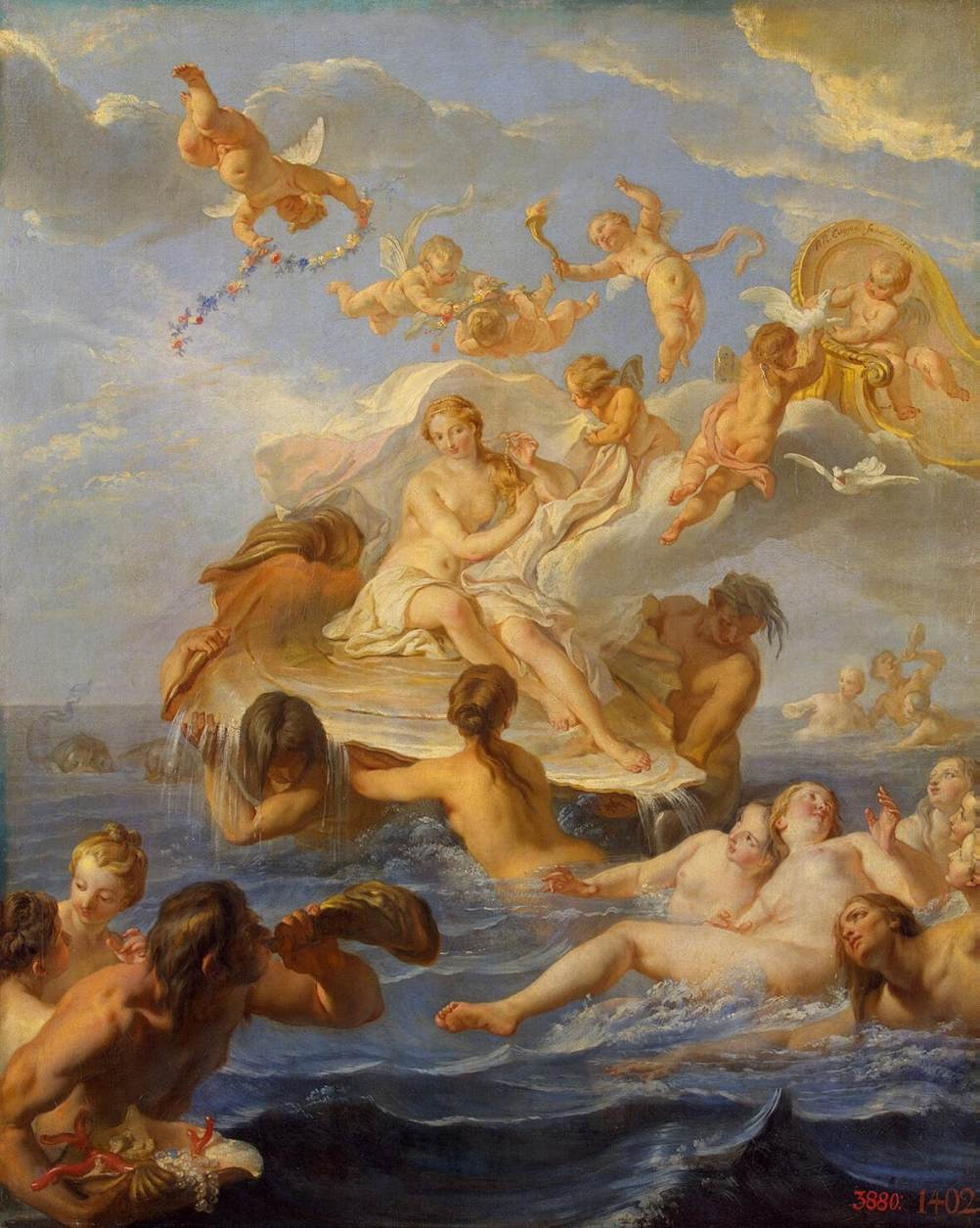
La diosa Afrodita, símbolo de la novela de Caritón, sea por la belleza donada a Calírroe sea por las numerosas referencias al nombre de la diosa.

Pero estas similitudes entre la novela de Caritón y la historia cristiana no deben hacernos olvidar que la crucifixión era una práctica generalizada ya varios siglos antes de la llegada de Cristo. Por ejemplo, para recordar un episodio histórico de crucifixión, ocurrido precisamente en la polis de Siracusa, basta citar a Plutarco, que narra cómo Mamerco, tirano de Catania, en época timoleontina fue juzgado en el teatro siracusano y luego crucificado, como era costumbre con los criminales comunes.
Por esta razón, no se puede dar por sentado que Caritón quisiera hacer una referencia directa a la crucifixión de Cristo; es plausible que simplemente estuviera narrando hechos comunes ocurridos en aquellos siglos.
Quienes apoyan la hipótesis cristiana de la novela señalan que existen otras similitudes en ella entre los acontecimientos de los personajes de Caritón y los que realmente sucedieron en el cristianismo. El lugar de nacimiento del autor, Afrodisias, le daría un conocimiento detallado de los hechos cristianos: la ciudad se halla en Caria, región de Anatolia, un lugar históricamente conocido por su evangelización, donde nació el apóstol Pablo de Tarso.
Por otra parte, las referencias a la religión politeísta de los dioses son continuas y marcadas; Caritón nombra a Afrodita, Zeus, Eros..., menciona el culto de los templos y los sacrificios para honrar a los dioses. Esto hace que la novela tienda a datarse en un período en el que la religión cristiana y la religión politeísta griega coexistían en la cultura popular, ya que el cristianismo aún no se había difundido masivamente y el politeísmo resistía, porque había sido y era parte de la vida griega, como señala el propio Caritón.

## Personajes

### Los personajes de la novela

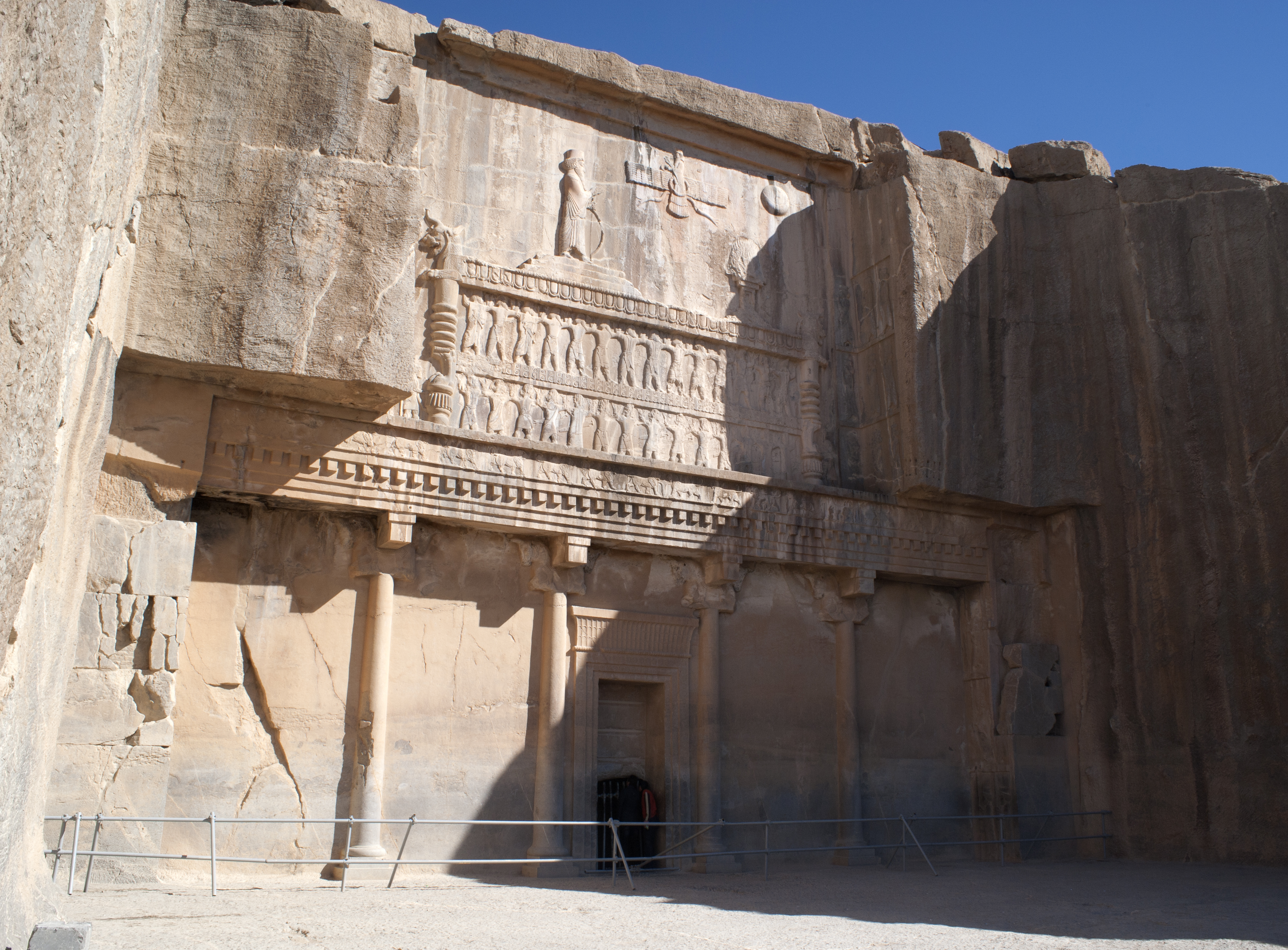
La tumba ubicada en Irán del gran rey de Persia y del Alto Egipto, Artajerjes II; realmente existió y fue transportado a la imaginación histórica en la novela de Caritón.

- Calírroe, una joven de increíble belleza, hasta el punto de ser confundida varias veces con la aparición de la diosa Afrodita. Protagonista femenina de la novela.
- Quéreas, el amado de Calírroe, un guerrero intrépido también conocido por su belleza, que vaga por el Mediterráneo y el Oriente en una búsqueda desesperada de su amada. Protagonista masculino.
- Hermócrates, general y gobernante de Siracusa, respetado por haber acaudillado la guerra contra Atenas. Él es el padre de Calírroe.[a]
- Aristón, segundo hombre más influyente de Siracusa, acérrimo rival político de Hermócrates, padre de Quéreas.
- Policarmo, el mejor amigo de Quéreas, al que sigue en sus desventuras en busca de Calírroe, tanto en el mar como en la tierra.
- Tirano de Agrigento, uno de los pretendientes de Calírroe, dirige la revuelta contra Quéreas, logrando hacerle creer que Calírroe ha cometido adulterio.
- Terón, un pirata de alma oscura que secuestra a Calírroe, dando inicio a las peripecias de los dos jóvenes. Antagonista de la novela.
- Dionisio de Mileto, gobernante de Jonia, cambia su naturaleza apacible volviéndose astuto y engañoso para lograr la unión con Calírroe.
- Plangón, esclava de Dionisio, cómplice suya en la conducción de Calírroe a un nuevo matrimonio con su amo. Al mismo tiempo es también la confidente de Calírroe.
- Leonás, administrador y confidente de Dionisio; compra a Calírroe como esclava y la lleva a unirse a su soberano.
- Focas; mayordomo y confidente de Dionisio; vendió a Quéreas y a Policarmo como esclavos en Caira.
- Mitrídates, prefecto de Caira, que también se enamora perdidamente de Calírroe, y para tenerla intenta interferir entre Quéreas y Dionisio.
- Farnace, sátrapa de Lidia y Jonia, bajo el mando del gran rey de Persia, Artajerjes, que dirige la continuación de la novela hacia Babilonia.
- Artajerjes, gran rey de Persia, juez del litigio entre Quéreas y Dionisio, quienes se peleaban por Calírroe, pero que también termina enamorándose de ella.[b]
- Estatira, reina de Persia, esposa del gran rey Artajerjes. A ella se le confía el cuidado de Calírroe, pero está celosa cuando su marido se enamora de ella.
- Rodogun, la mujer más bella de Asia, es elegida por las demás mujeres persas para competir en belleza contra Calírroe, pero pierde la comparación. Las dos luego se hacen amigas.
- Artajates, eunuco y gran confidente del gran rey de Persia. Intenta varias veces sin éxito conducir a Calírroe a los brazos de su rey.
- El Egipcio, nombre dado al comandante de los rebeldes egipcios durante la guerra contra el rey de Persia. Nombra a Quéreas capitán de los rebeldes y finalmente es asesinado por Artajerjes.
- Hijo de Quéreas y Calírroe; aparece muy poco en la trama a pesar de ser un punto fundamental de la novela. Él no sigue a su madre a Siracusa, sino que permanece en Jonia con Dionisio.

## Estructura y tema
Quéreas y Calírroe ha sido analizada por R. Reitzenstein como la de una pieza teatral en cinco actos. De hecho, los diálogos ocupan casi la mitad del texto, un 44 %, lo que hace pensar en una influencia del género dramático:
1. Boda de Quéreas y Calírroe. Aventuras de Calírroe hasta su boda con Dionisio en Mileto (libros i y ii).
2. Aventuras de Quéreas con Mitrídates. Envío de cartas. Marcha a Babilonia. (libros iii y iv).
3. Juicio en Babilonia. Artajerjes (libros v y vi).
4. Triunfos militares de Quéreas (libro vii).
5. Reconocimiento de los dos esposos y regreso a Siracusa (libro viii).

La obra, pues, consta de ocho libros. Esta división ha de remontar al propio Caritón, pues las separaciones entre libros coinciden con momentos críticos de la acción, como para alimentar el interés del receptor por su continuación. Hay abundantes recapitulaciones de la trama en la novela, con la función de hacerla recordar al lector o el auditor, que seguramente la seguiría en muchas entregas espaciadas en el tiempo.
Según Carlos García Gual, «el tema fundamental en la novela es la interacción psicológica entre los caracteres y sus reacciones frente a los sucesos externos», que, incluso los más violentos, están descritos de modo rápido y sumario.

## Trama
Yo, Caritón de Afrodisias, secretario del rector Atenágoras, te narraré una aventura amorosa ocurrida en Siracusa. Hermócrates, general de los siracusanos, conquistador de los atenienses, tuvo una hija llamada Calírroe, auténtica maravilla de muchacha y orgullo de toda Sicilia.
Il pensiero greco, Caritone di Afrodisia/Le avventure di Cherea e Calliroe, novela traducida por Aristide Calderini, Turín, Fratelli Bocca Editore, Milán - Roma, 1913

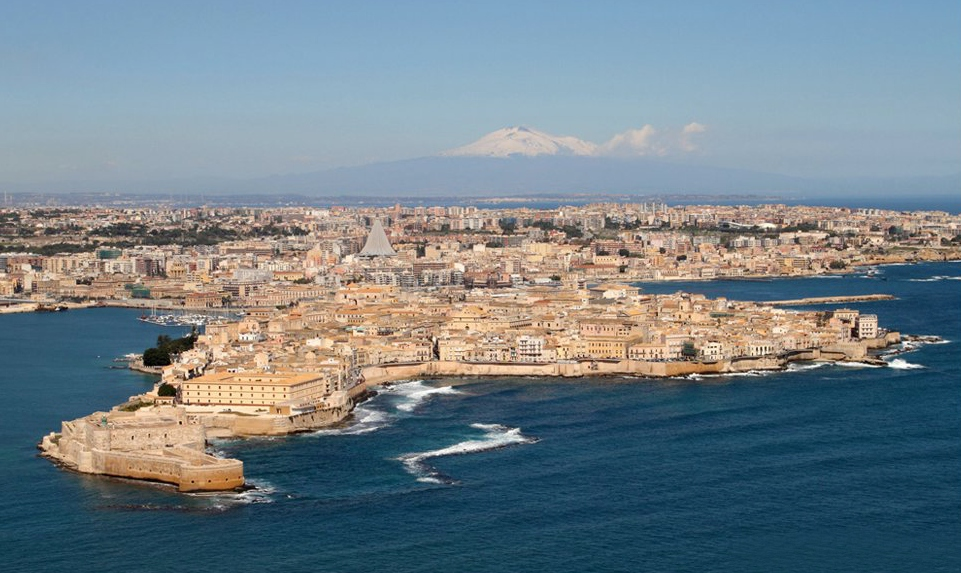
Siracusa ; La ciudad siciliana donde comienza la novela de Caritón

La historia comienza en Siracusa, Sicilia, mostrándonos la extraordinaria belleza de Calírroe, quien conoce a Quéreas durante un evento público en honor a la diosa Afrodita. Los dos jóvenes se enamoran perdidamente el uno del otro tan pronto como se ven, pero su amor se ve obstaculizado por sus respectivas familias.
Después de muchos problemas, finalmente se celebra la boda entre los dos jóvenes. Pero el triunfo de Quéreas ha creado mucha envidia entre los demás pretendientes de la mano de Calírroe; el joven tirano de Agrigento, seguido de varios cómplices, consigue sembrar dudas en Quéreas sobre la fidelidad de su esposa. Mediante un sutil engaño le hace creer que Calírroe lo había traicionado durante su ausencia; lo lleva a lo alto de una llanura y le muestra en secreto a un hombre que, de acuerdo con un esclavo, estaba entrando en su casa para ir a las habitaciones de Calírroe.
Quéreas, habiendo caído en el engaño y presa de un ataque de celos, después de una pelea verbal con la joven Calírroe, quien orgullosamente negaba las acusaciones de su marido, reacciona golpeándola violentamente en el estómago. La patada deja a la muchacha inconsciente, y aparentemente muerta. Para inmenso dolor de todos y para destrucción moral de Quéreas, se celebró un solemne funeral por Calírroe, quien fue enterradoa dentro de un suntuoso sarcófago lleno de oro y preciosos regalos de familiares y amigos.
Un grupo de piratas, mandado por un tal Terón, es testigo de las fastuosas celebraciones, y este idea un plan para saquear el oro del interior del sarcófago. El pirata no puede imaginar que la joven está realmente viva, y que su muerte fue solo aparente, ya que había perdido el conocimiento y dejó de respirar momentáneamente debido al golpe que había recibido.
Así que mientras la culpa atromenta el alma de Quéreas, su esposa se despierta sola y asustada en la tumba oscura, rodeada de oro. El pirata Terón inicialmente queda aterrorizado por la presencia viva de Calírroe, pero tan pronto como comprende lo que ha sucedido decide secuestrar a la joven, así como robar los preciados objetos, y se la lleva con su barco y su tripulación para venderla como esclava.
Pero Terón se da cuenta de que no será fácil encontrar un lugar donde el nombre de los siracusanos no sea conocido, y por miedo a terminar en serios problemas con la acusación de querer vender a una mujer libre como esclava, busca frenéticamente un cliente que no sea ni demasiado pobre ni demasiado poderoso. De hecho, la belleza de Calírroe sería digna de un rey, pero al mismo tiempo un rey puede hacer preguntas y condenar a quienes se hayan atrevido a secuestrar y esclavizar a la hija de Hermócrates. Finalmente conoce en la ciudad de Mileto a la esclava de un rico amo, Leonás, quien discretamente pide al pirata que llevara a tan bella muchacha a las posesiones de Dionisio de Mileto, su amo y el hombre más influyente de la polis griega.

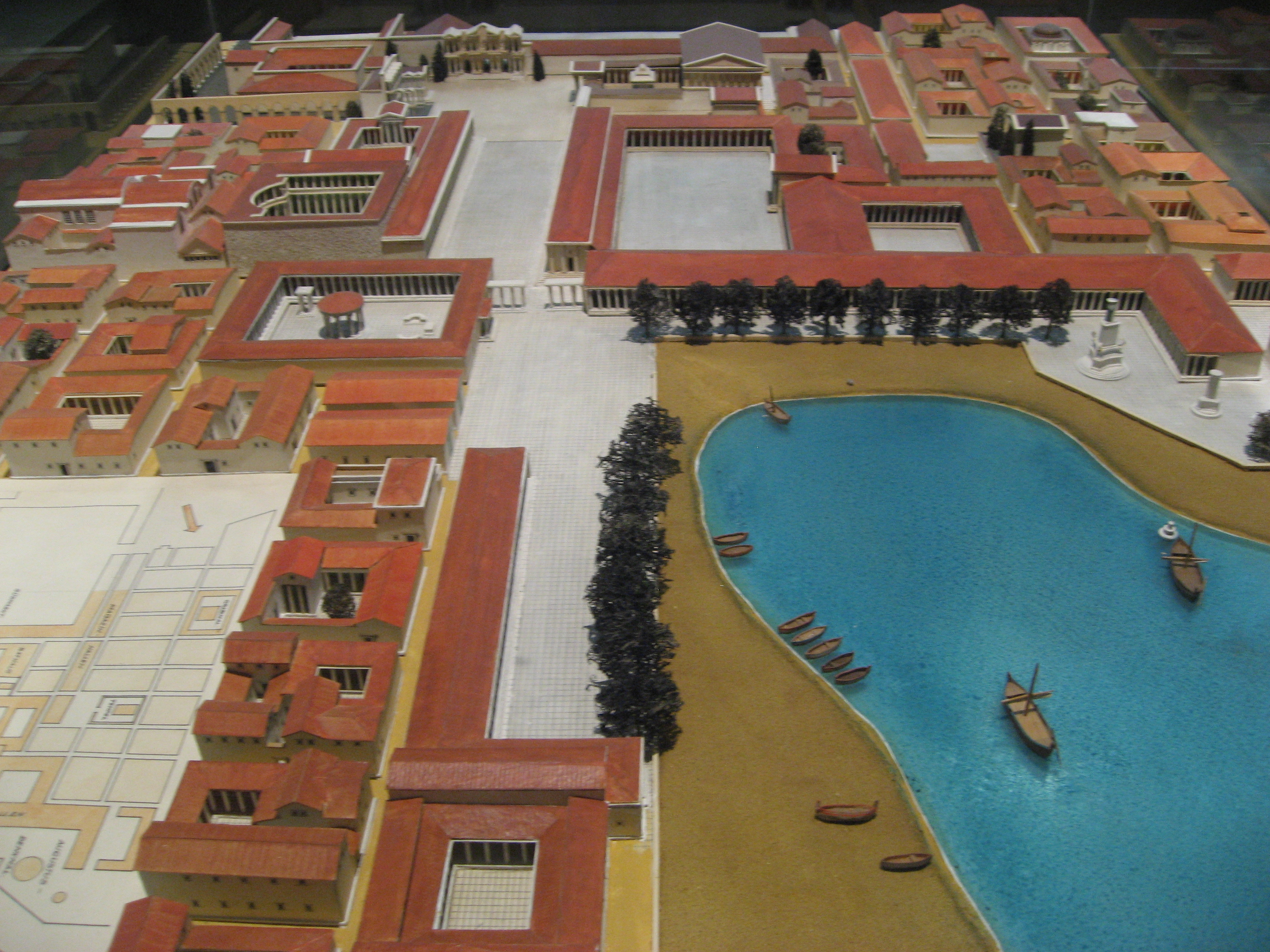
Reconstrucción de Mileto de época griega; la ciudad de Asia Menor elegida por Caritón para narrar las aventuras de Calírroe

Terón hace creer a su prisionera Calírroe que está a punto de llevarla a casa con su familia. Pero Calírroe comprende que el pirata le miente y que en realidad está a punto de ser vendida como esclava en tierra extranjera, pero al seguir fingiendo no haber entendido apoya el plan del pirata. Llevada a Leonás, fue vendida a bajo precioporque lo más importante para Terón es librarse de la peligrosa presencia de la hija de Hermócrates. El pirata no tiene modo de entregar al milesio el contrato de compraventa que certifica la condición de una persona como esclava, por lo que astutamente hace creer a Leonás que ese documento está a bordo de su barco y que por tanto tiene que regresar a buscarlo con la muchacha a cuestas. El milesio, temiendo que semejante belleza sea comprada por otros si espera un momento más, decide confiar ciegamente en Terón y le dice que no es necesario en el momento de la compraventa.
Leonás solo quiere saber de dónde viene esa muchacha y dónde la ha comprado Terón. Le dicen que la muchacha venía de Síbaris, en Calabria, y que había sido vendida porque su ama estaba celosa. Satisfecha con la respuesta, Leonás se despide de Terón, convencida de que lo volverá a ver al día siguiente para firmar los documentos de venta.
Fingiendo ser considerado y servicial, después del saludo, Terón abandona inmediatamente la ciudad y zarpa con su tripulación. La compradora estaba convencida de que esta joven, tan parecida a la diosa Afrodita, haría olvidar a su amo el dolor por la reciente muerte de su esposa. Dionisio de Mileto, de hecho, aunque era considerado por sus ciudadanos como un hombre justo y lleno de vida, estaba destrozado por el dolor y ya ni siquiera se mostraba en público.
Leonás, después de haber conducido a la nueva esclava a la campiña propiedad de Dioniso, hace que ambos se reúnan con un pretexto dentro del templo de Afrodita. Dionisio, convencido al principio de que Calírroe es la misma diosa Afrodita que se ha aparecido a los hombres en el interior de su templo, insiste en que su sirviente se arrodille ante ella como él mismo lo estaba haciendo en ese mismo momento. Pero la voz de la muchacha le disuade de postrarse y le hace levantarse: en realidad ella no es una diosa sino una simple mujer, como se define la propia Calírroe.
Dionisio queda perdidamente enamorado después de su primer encuentro, pero los modales refinados de la muchacha y su porte infunden en el soberano la duda de que ella pueda no ser una esclava. Duda que aumenta al pensar en el hecho de que Leonás no haya podido recibir la factura de venta del esclavo de parte de Terón, pues aunque ha hecho inspeccionar todos los puertos de Mileto ya no había rastro alguno del vendedor.
Dionisio y Leonás llegan a la conclusión de que se trata de una mujer extranjera libre que ha sido vendida ilegalmente, y van a preguntar directamente a Calírroe, quien al principio no quiere decir nada sobre sus orígenes y se limita, entre lágrimas, a decirles solo su nombre. Pero después, exhortada a hablar, cede y cuenta toda su historia: que viene de Siracusa, es hija del general Hermócrates, que la creían muerta y la secuestrarono unos piratas que finalmente la vendieron en Mileto. Calla solo acerca de Quéreas; instintivamente, la joven piensa que sería prudente no revelar a los presentes su amor por el marido que había dejado en su tierra natal. Por último, pide a Dionisio que la libere y la lleve de regreso a casa con sus seres queridos.

En la novela, a menudo se describe a Calírroe como más bella que Helena de Troya.

Dionisio queda conmocionado al conocer la verdad sobre Calírroe, porque es consciente de que nunca podrá conservar a la hija de Hermócrates como esclava en Mileto, y el pensamiento de tener que despedirse de ella lo destruye más que cualquier otra cosa:

…muy desafortunado y odiado por Eros. Enterré a mi esposa, se me escapa la nueva compra, que esperaba fuera un regalo de Afrodita para mí; y sin embargo ya me había imaginado una vida más feliz que la de Menelao, el marido de la espartana: pues no creo que Helena fuera más hermosa que esta.

Luego le dijo a Leonás, quien lo instaba a aprovechar la condición de esclava de la muchacha para retenerla por la fuerza:

¡Tú, oh tres veces desdichado, compraste a esa noble mujer! ¿No has oído el nombre de Hermócrates, el general más famoso en toda Sicilia, a quien el rey de los persas admira y ama, y a quien envía regalos todos los años, porque derrotó en el mar a los atenienses, enemigos de los persas? ¿Mandaré yo por la fuerza sobre un cuerpo libre, y yo, Dionisio, célebre por sabiduría, forzaré contra su voluntad a aquella a quien ni siquiera Terón el pirata tuvo poder de forzar?

Dionisio no quiere obligarla pero tampoco quiere enviarla a casa, por lo que intenta convencerla de que se quede con él a través de las palabras de sus esclavos, y cuando todo intento resulta inútil se encierra en un profundo dolor. Pero inesperadamente Calírroe descubre que está embarazada; lleva en su vientre al hijo de Quéreas. Desesperada y confundida, sufre el chantaje de Plangón, quien la obliga a casarse con su amo, pues de lo contrario el futuro de su hijo estaría en grave peligro allí en Jonia. Las dos mujeres no le revelan a Dionisio el estado de embarazo de Calírroe para que Dionisio, una vez que se convierte en su marido, también crea que es el padre del niño.
La trama vuelve atrás, a los acontecimientos que sucedieron en Siracusa después de la desaparición de Calírroe .
Quéreas, tras descubrir con consternación que el cuerpo de Calírroe ha desaparecido, decide zarpar junto a sus compañeros en busca, sin destino concreto, de su amada, a quien ahora cree resucitada porque no es de naturaleza humana sino divina. En el mar, después de varios días, se encuentran con un barco destruido por la tormenta. En el interior se encuentra la tripulación muerta de Teóon, el pirata de alma oscura que es encontrado en punto de muerte por Quéreas, quien, sin saber su identidad, lo rescata y lo lleva a la ciudad de Aretusa.

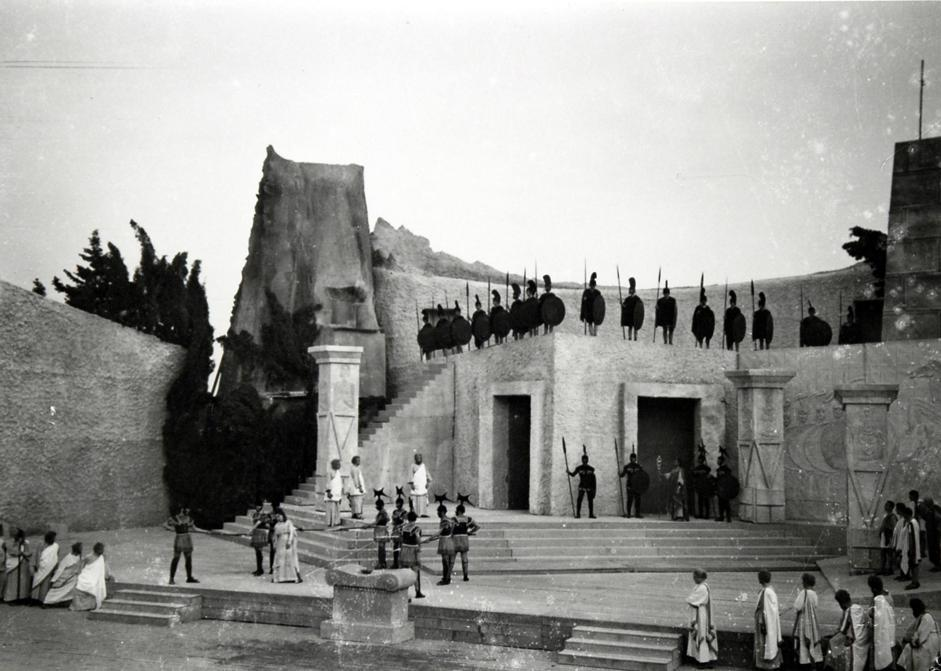
Representación griega de un proceso en el Teatro de Siracusa. En este teatro Caritón ambienta el juicio contra Terón.

Allí lo conducen al teatro principal y, desafortunadamente para él, es reconocido por un ciudadano que, sin duda, afirma haberlo visto deambulando por el puerto durante el funeral de Calírroe. Aunque Terón intenta defenderse, nada puede hacer ante las torturas que le infligen los siracusanos para obligarlo a hablar y revelar dónde ha llevado a la hija de Hermócrates. Sometido a juicio y torturado, Terón finalmente cede y les dice que vendió a Calírroe como esclava en Jonia, en Mileto. El pirata es crucificado y Quéreas, tras enterarse de que su esposa aún está viva, decide ir a esa ciudad lo antes posible. Allí encuentra la ciudad en fiesta y ve una gran imagen de una bella mujer colocada sobre el templo de Afrodita. Al reconocer el perfil de Calírroe, se desmaya de emoción y queda conmocionado al descubrir por los milesios que ella está a punto de convertirse en la esposa de Dionisio, el hombre más influyente de toda Jonia. Focas, mayordomo de Dionisio, reconoce el navío siracusano unas horas más tarde y, temiendo que la felicidad de su amo pueda verse perturbada, sorprende por la noche a los marineros de Aretusa quemando su barco y vendiéndolos a todos como esclavos en Caria.
Más tarde, de acuerdo con Dionisio, se le hace creer a Calírroe que Quéreas está muerto y que, por lo tanto, debe olvidarlo para siempre. En la ciudad de Mileto se construyó una tumba vacía que simboliza la tumba de Quéreas. Mientras tanto en Caria, después de muchas desventuras, Quéreas conoce a Mitrídates, un político cario que envía una carta a Calírroe haciéndole saber que su amado está realmente vivo y que todavía la está buscando. Pero esta carta es interceptada por Dionisio quien, muy preocupado, decide pedir ayuda al sátrapa de Lidia y Jonia, Farnaces, quien a su vez escribe al gran rey de Persia, Artajerjes, poniéndole al tanto del asunto que cada vez se complica más.
Una vez en Babilonia se presentan ante el gran rey, que decide ser el juez del proceso que establecerá la culpabilidad de Mitrídates, acusado de falsedad y adulterio, contra Dinisio, la parte agraviada. Pero Mitrídates, para exculparse, lleva consigo a Quéreas a Persia, el cual, apareciendo en medio del proceso, finalmente puede abrazar nuevamente a Calírroe, entre lágrimas y asombro general. La situación empeora cuando Calírroe se convierte en objeto de una amarga disputa entre Dionisio y Quéreas, quienes afirman tener un vínculo matrimonial válido con la joven siracusana. Artajerjes confía el cuidado de Calírroe a su esposa Estatira, manteniéndola así alejada de los dos contendientes hasta que se llegue a un veredicto. Pero el gran rey persa también se enamora de la belleza de Calírroe y ordena que se organicen largos periodos de honores a los dioses en toda Babilonia, para alejar cada vez más el día del juicio y retener a la joven a su lado.
Sin embargo, una grave rebelión en Egipto llega para distraer los deseos del gran rey, desencadenando una guerra contra Persia. Artajerjes debe partir para sofocar la revuelta, y, para evitar perder a Calírroe, la hace venir con su corte, que sigue al gran rey a los campamentos de guerra. Calírroe parte, pues, con Estatira, convencida de que la situación no podía empeorar. Dionisio decide partir a la guerra al lado de Artajerjes, pensando de esta manera ganarse la gracia del gran rey quien, para recompensarle su lealtad, le concedería permiso para recuperar a Calírroe. Pero antes de partir engaña a Quéreas dejándole una carta falsa en la que está escrito que el gran rey de Persia ha concedido a Dionisio el título de único y legítimo esposo de la hija de Hermócrates.
Quéreas, desesperado, intenta suicidarse, pero su amigo Policarmo, que siempre ha permanecido a su lado, le aconseja no desperdiciar así su vida sino sacrificarla por algo mayor, que podría dañar al gran rey de Persia, Artajerjes, culpable de haberle negado la unión con Calírroe; Policarmo le dice a Quéreas que se ponga del lado de los rebeldes egipcios y luche contra los persas.
Los dos sicilianos se unen luego a un grupo de rebeldes en Siria y aquí conocen al personaje llamado el Egipcio, el líder de los rebeldes ,quien, viendo luchar a Quéreas y apreciando sus habilidades, le confía la tarea de comandante del ejército rebelde.
La guerra es larga y agotadora, a veces parece que los persas tienen la ventaja. Los rebeldes egipcios y sirios consiguen derrotar temporalmente a Persia y luego tomar el campamento de Artajerjes, hazaña lograda por un grupo de soldados al mando de Quéreas. Todos los presentes son hechos prisioneros, incluida Calírroe, que estaba allí con la reina y la corte. Un soldado, al ver la belleza de Calírroe, piensa que será un regalo que agradecerá su capitán, por lo que le hace saber a la muchacha que ahora se la considera un botín de guerra y que será llevada ante su comandante. Calírroe no sabe de quién están hablando y comienza a desesperarse y se niega categóricamente a moverse, porque no quiere en absoluto terminar en los brazos de un extraño como prisionera de guerra. La sorpresa finalmente es grande cuando Quéreas, atraído por sus gritos, entra en la tienda y descubre que la muchacha de la que hablaban era en realidad su amada, y el asombro también se pinta en el rostro de Calírroe cuando ve que el capitán de los rebeldes no es otro que su amado Quéreas.
Los dos jóvenes finalmente pueden reunirse y se organiza inmediatamente la partida hacia Siracusa, ya que las tropas del gran rey se acercan peligrosamente. Quéreas quiere llevar consigo a todos los persas capturados, incluida la reina Estatira, pero Calírroe se opone y le ordena liberar a la reina de Persia porque nunca podría considerarla su esclava. Estatira regresa entonces al gran rey Artajerjes, quien lucha por olvidar a Calírroe y se siente tentado de ir incluso hasta Sicilia para verla nuevamente. Dionisio está dominado por una gran tristeza al ver partir a su amada mujer, pero el hecho de que el hijo que crio con ella ahora permanezca a su lado lo consuela:

Pasarás de mí, hijo mío, un día a tu madre; que ella lo ordenó; y viviré solo, habiendo sido yo mismo la causa de todos (mis males). Los celos vanos me han arruinado a mí y a ti, oh Babilonia.

La novela termina con el regreso de Calírroe a casa y el relato emocionante de los acontecimientos que ocurrieron en Oriente.

## Aspectos literarios

### Estudios sobre la novela

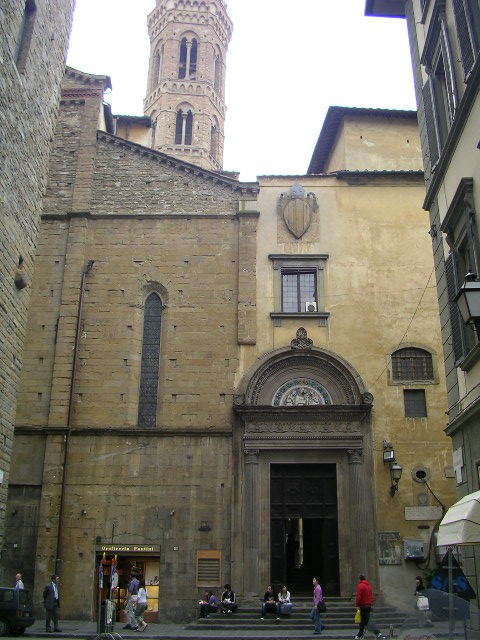
La Badia de Florencia donde se encontró el códice florentino que contiene la novela de Caritón, conservado por los monjes en su biblioteca.

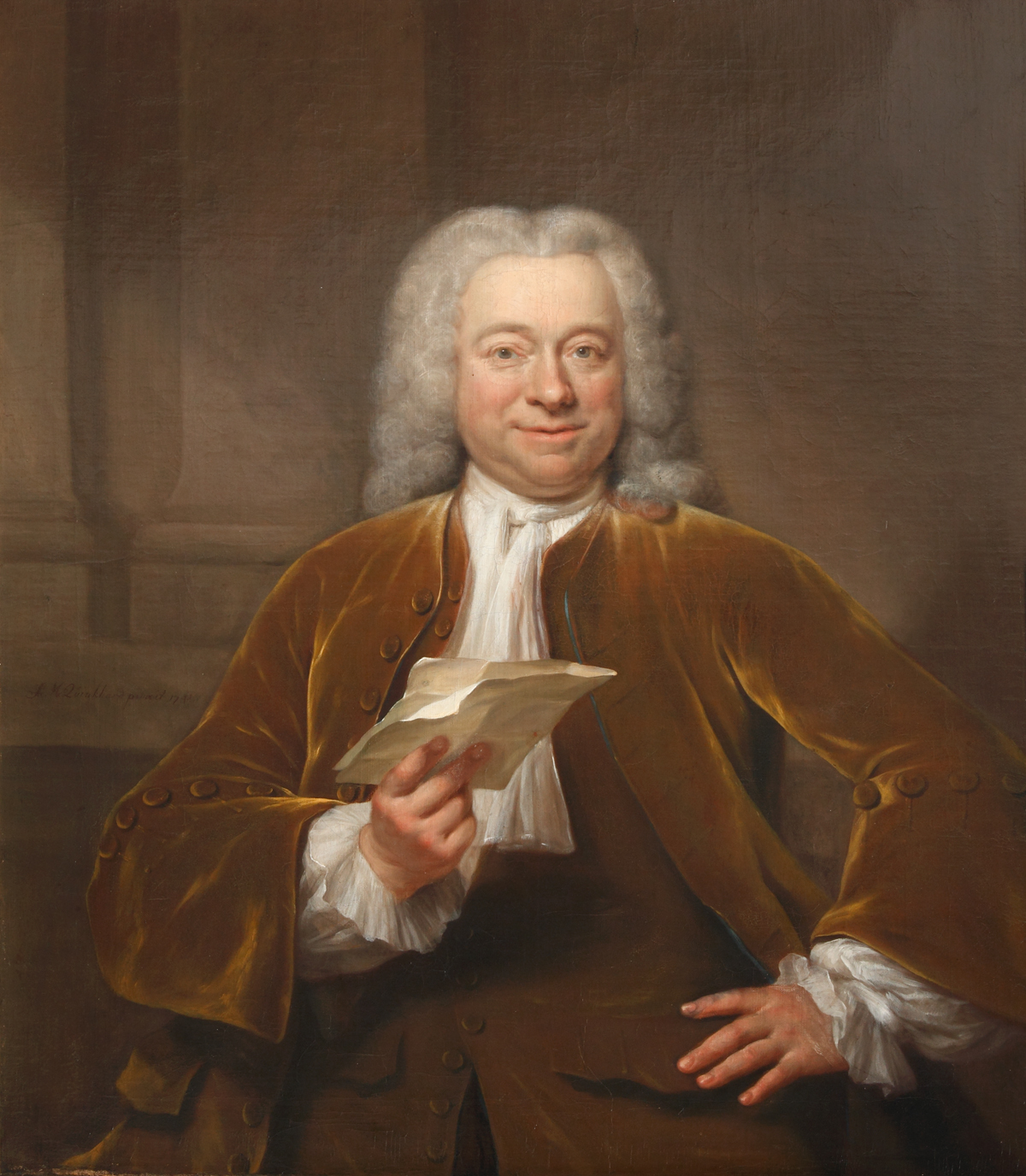
El holandés Jacques Philippe D'Orville fue el primero en publicar la novela de Caritón en los tiempos modernos.

Esta novela griega, aun siendo considerada la más antigua que ha llegado hasta nosotros, fue sin embargo estudiada en un período tardío. De hecho, muchos estudiosos se han preguntado por qué se descuidó a Caritón de Afrodisias para dar cabida a otros novelistas que luego resultaron ser de períodos posteriores al suyo. Solo un erudito religioso alemán, Christoph von Schmid, sostuvo durante mucho tiempo que Caritón era el más antiguo de los novelistas griegos examinados, situando su obra inmediatamente después de la novela de Nino y Semíramis y tratando de apoyar su tesis, que sin embargo hasta el descubrimiento de los papiros siempre fue cuestionada por otros eruditos.
Una explicación de su escasa fortuna reside en que no formó parte del canon del género. El éxito de los novelistas retóricos, como Heliodoro, Longo y Aquiles Tacio, oscureció el nombre de los autores anteriores, como Caritón y Jenofonte de Éfeso, cuyos textos fueron mucho menos favorecidos en la transmisión textual por los copistas bizantinos: «lo que puede llamarse el canon de la novela griega, que comprende los autores mencionados, estaba establecido unos doscientos años antes de que el texto de Caritón o Jenofonte de Éfeso fuera encontrado y publicado (Caritón en 1750 y Jenofonte en 1726)».
Se ha podido constatar que esta novela fue un gran éxito; los papiros hallados dan testimonio de su popularidad en el Egipto grecorromano. Desde Afrodisias, en la actual Turquía, se sabe que la obra también fue leída en el norte de África, lo que demuestra su amplia difusión.
La obra fue redescubierta en la Edad Media, gracias a algunos códices escritos en ese período, que recogen el texto. Pero Caritón, en comparación con otros novelistas griegos, era todavía casi desconocido para los eruditos medievales, hasta el punto de que Corrado Gesner de Zúrich, autor de numerosos escritos en el siglo xvi, llegó a decir que dudaba de la existencia de un códice fantasma conservado en el Vaticano, que contenía precisamente el texto de la novela:

Aún en 1574 Corrado Gesner dudaba en su erudita biblioteca de que esta novela, de la que se decía que existía una copia en el Vaticano, no solo contuviera una fábula, sino que su propia existencia fuera una fábula…

El estudioso italiano Aristide Calderini recoge las palabras de Gesner en sus notas en latín, citando esta historia: 

Charitonis historia amatoria Graece extat Romae in Vaticana, si inscript io non est falsa et non potius de Charitone narratio fida est.

Otros autores han hecho referencia a esta copia conservada en el Vaticano, pero todo rastro de ella se ha perdido por completo.

#### El códice florentino
Mucho más tarde, en 1702, el primero en hacer referencia a otro códice medieval que informaba del texto de Caritón fue Bernard de Montfaucon, en su Diarium italicum (página 365).De hecho, menciona el código florentino, conservado en la biblioteca de los monjes dentro de la abadía florentina y que data de entre los siglos xiii y xiv.También los italianos Antonio Maria Salvini y Antonio Cocchi, en el mismo período, mencionaron este códice; Maria Salvini lo había transcrito todo y tenía intención de publicarlo; Cocchi, después de haber publicado a Jenofonte de Efesios, tenía intención de dedicarse a Carítón.
Pero la primera edición moderna se debe a Jacques Philippe D'Orville, solicitado por el duque Guillermo de Nassau e impulsado por Peter Burmann[24], quien decidió poner su atención en el códice de esta novela y finalmente imprimirla.
Aprovechó un viaje a Italia y la amistad que se creó con Antonio Cocchi para pedirle la copia que el italiano ya había hecho del códice florentino. Luego le pidió reunirse nuevamente en Florencia para discutir la novela de Caritón, pero debido a las guerras y otros contratiempos, este manuscrito tardó mucho tiempo en enviarse. Finalmente llegó a manos de D'Orville a través del jovencísimo hijo de Cocchi quien, entendiendo ya la lengua griega, realizó un valioso trabajo para el holandés; este, una vez obtenido el texto, pudo añadir sus doctas y valiosas notas, que en cantidad luego resultaron de gran ayuda para los estudiosos de los novelistas griegos. Otro gran estudioso, Johann Jakob Reiske, se dedicó a la traducción al latín de la primera edición de la novela de Caritón.

#### El códice tebano
Una verdadera revolución en la traducción de la novela se produjo con el descubrimiento de otro códice, el tebano:

Se dio cuenta, no sin emoción, como nos describe, de que había entrado en posesión de un códice que contenía la novela de Caritón y una novela hasta entonces desconocida para nosotros, que llamó la novela de Chione…
Aristide Calderini, 1913

El códice tebano fue descubierto por el papirólogo alemán Ulrich Wilcken, en 1898.Se llama «tebano» porque el profesor Wilcken lo encontró mientras se dirigía a Tebas, la antigua ciudad egipcia. Lo descubrió casi por casualidad, ya que compró aquellos papiros a unos mercaderes egipcios y, durante la navegación remontando el río Nilo, observó con asombro que algunos de aquellos papiros contenían el texto de Caritón.
Se dispuso a traducirlos con la ayuda de una edición previa del texto de Caritón ya impresa, y envió el manuscrito completo a Alemania. Pero desgraciadamente el barco en el que viajaba el papiro se incendió al llegar al puerto de Hamburgo y su material, incluido el preciado códice tebano, quedó completamente destruido. Debido a este desafortunado acontecimiento, el profesor Wilcken no pudo publicar su versión de Quéreas y Calírroe, muy diferente de la del códice florentino.
De este códice sólo queda la parte incompleta que Ulrich Wilcken logró traducir del griego cuando aún tenía los papiros en sus manos. La datación del códice tebano se fija en torno al siglo vii u viii, mientras que la escritura copta, que ocultaba las letras griegas, se data entre los siglos x y xii; se desconoce por qué esta escritura tardía se superpuso al texto de la novela helenística.

#### Otros códices
El códice de Arezzo se encuentra en el fondo especial de la Biblioteca de la Fraternità dei Laici, situada en la ciudad de Arezzo, en Toscana. El manuscrito data del siglo xviii y contiene la traducción latina de la novela de Caritón, hasta el libro v, capítulo segundo. Dadas las coincidencias lingüísticas, se supone que este códice fue realizado utilizando el laurenciano, o el florentino, mientras que las notas encontradas a lo largo del texto han sido atribuidas a Giovanni Lami, historiador, abad y bibliotecario pisano. Una nota interesante sobre el códice de Arezzo son ciertas palabras que no se encuentran ni en la versión de Reiske ni en la de Guillelmi Adriani Hirschig, como por ejemplo la versión del nombre de Calírroe que Lami transcribe como Callirhoe, versión mucho más próxima a la confirmada posteriormente por los papiros, mientras que los estudiosos que han trabajado en el códice laurenciano informan del nombre con dos ρ, adhiriéndose a la versión griega en uso hasta la edición de Warren E. Blake.
En la Biblioteca Riccardiana, también situada en Florencia, hay otro códice llamado «riccardiano», por la institución literaria que lo conserva. Este códice se define como una copia de la copia del manuscrito traducido por Salvini. Se cree que Lami introdujo su firma distintiva también entre estos 49 folios escritos (de un total de 53 folios).

### Ediciones

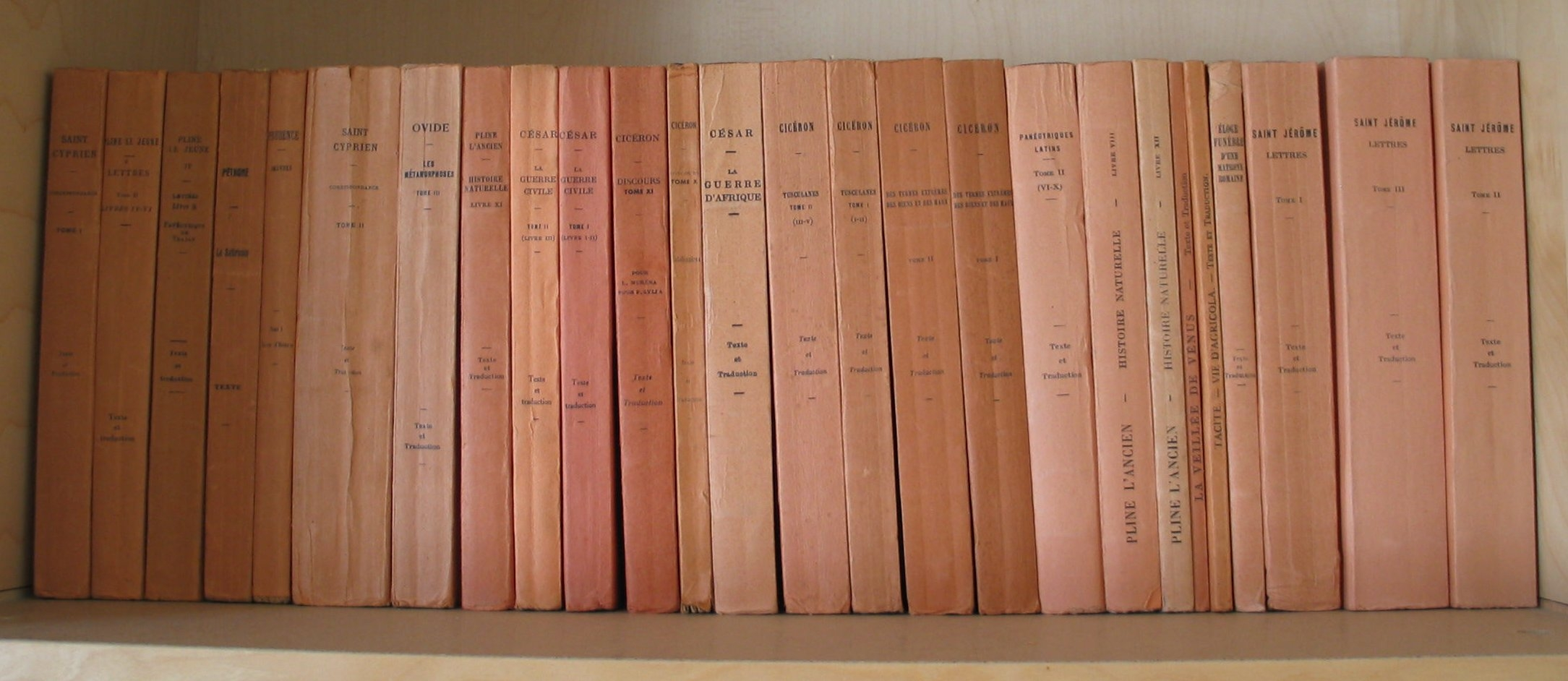
Los libros de la colección francesa : Colección Budé, que también contiene la versión de Molinié de la novela de Chariton.

- Michelangelo Giacomelli; fue un arzobispo italiano que en 1752 tradujo la novela al italiano en Roma y su versión fue luego reimpresa en Venecia en 1755,[30]nuevamente en París en 1788, y posteriormente en Pisa en 1816, editada por Sebastiano Ciampi.[31]
- Nikolaus Joseph von Jacquin; médico, químico y botánico holandés, se convirtió en un autor excepcional cuando copió internamente una versión de la novela de Caritón; este escrito se conserva en la Österreichische Nationalbibliothek de Viena, Austria.[32]
- M. Larcher tradujo la novela al francés y se imprimió en 1763; otras reimpresiones de su versión se hicieron en París en 1797 y se conservaron en la Biblioteca de novelas griegas.[33]
- Guillermo Adrián Hirschig; publicó en París en 1856 un libro que se conoció con el título de Erotici scriptores, en el que también tradujo la novela griega de Calírroe.[21][34]
- Rudolf Hercher; filósofo clásico alemán, se dedicó a la traducción de la novela en 1859, publicando en Leipzig el libro Erotici scriptores Graeci.[21]
- Warren E. Blake hizo una copia en 1938 publicada en Oxford. Esta edición fue la última edición escolar al menos hasta 2004, cuando otro profesor universitario, Bryan P. Reardon, de la Universidad de California, hizo otra edición en esta clave divulgativa.[35]
- Georges Molinié; filósofo francés, en 1979 tradujo la novela de Callírroe, de nuevo en París, dentro de la Colección Budé, también conocida como Colección de las Universidades de Francia. Aquí se encuentran libros publicados por Les Belles Lettres; textos traducidos de la época clásica.

## Curiosidades
- William Shakespeare, en su tragicomedia Mucho ruido y pocas nueces, se inspiró para sus personajes, Claudio y Hero, en los protagonistas de Caritón: Quéreas y Calirroe. Muchos estudiosos apoyan esta tesis, viendo en ella algunos ecos y referencias a la novela griega.
- Giovanni Lami, que estudió el códice de Arezzo y el códice riccardiano, señaló cómo el autor de esta copia había intentado por iniciativa propia llenar un vacío de traducción que debía de existir en el códice florentino traducido por monseñor Giacomelli; según Lami, esta laguna se debía a que el monje se negó, por principio moral, a traducir la parte de la historia donde se describía la lujuria de Quéreas.

Llenó la laguna que se encuentra en el texto griego al comienzo de la novela con su propia invención… porque muy probablemente hablaba de la lujuria profetizada de Quéreas; donde la modestia del Monje Librero (pues eso es lo que considero que es) no le permitió escribir la memoria de tal obscenidad
Giovanni Lami en Due nuovi testimoni per Caritone

- Caritón es considerado uno de los autores que más hace referencia a Homero; de hecho, en la novela se inspira mucho en la trama de la Ilíada, pero como en la historia de Aquiles está más presente el amor masculino entre el héroe y Patroclo, para encontrar comparaciones de amor entre un hombre y una mujer a veces se ve obligado incluso a revisar los marcadores gramaticales de género para adaptar sus historias de amor a las del relato homérico:

Caritón, que no renuncia ni siquiera más tarde a hacer gala de sus conocimientos homéricos, no encontró sin embargo en los dos poemas amores heterosexuales que pudieran ofrecerle modelos de gran pasión sentimental: por eso se refugia a menudo en la relación entre Aquiles y Patroclo (por lo que a veces se ve obligado a cambiar las desinencias masculinas por femeninas). En situaciones más serenas, Calírroe será comparada con Penélope (IV, 4 y 7, VIII, 1), con Helena (II, 6 y V, 4), con Helena y Penélope (V, 5), y con Nausicaa (VI, 4).
Giacomo Annibalis, Onofrio Vox, Renata Roncali, Storie d'avventura antiche: Cherea e Calliroe, Storie etiopiche, Metamorfosi